# Сорокин, Михаил Михайлович (Герой Советского Союза)
Михаи́л Миха́йлович Соро́кин (24 апреля 1925, ныне Ермоловка, Калужский район, Калужская область — 23 мая 1997, Одесса) — участник Великой Отечественной войны, командир отделения 74-го гвардейского стрелкового полка 27-й гвардейской Новобугской стрелковой дивизии 8-й гвардейской армии 3-го Украинского фронта, гвардии сержант. Герой Советского Союза.

## Биография
Родился в крестьянской семье. Окончил семилетнюю школу, работал в колхозе.
С февраля 1943 года призван в Красную Армию. На фронте с июня 1943 года.
Служил командиром отделения 74-го гвардейского стрелкового полка, входившего в 24-ю гвардейскую стрелковую дивизию.
27 октября 1943 года в бою за село Широкое Солонянского района Днепропетровской области гвардии сержант Михаил Сорокин уничтожил 2 пулемётные точки противника и 3 солдат. Попал в окружение и в течение 3 суток отражал атаки противника.
После окончания войны остался на военной службе. С 1945 года член КПСС. В 1952 году окончил курсы усовершенствования офицерского состава, а в 1959 году — Военную академию имени М. В. Фрунзе. В 1973 году в звании подполковника вышел в запас.
Жил в Одессе, где работал инженером на фабрике мягкой мебели.
Умер 23 мая 1997 года, похоронен в Одессе.

## Награды и звания
- Герой Советского Союза (Указ Президиума Верховного Совета СССР от 22 февраля 1944 года):
  - орден Ленина,
  - медаль «Золотая Звезда» № 3434;
- орден Отечественной войны I степени (Указ Президиума Верховного Совета СССР от 11 марта 1985 года);
- медали СССР.